# Estela López
María Estela López Mena (Asunción, 11 agosto 1942 – 17 agosto 2009) è stata una cestista paraguaiana.
Era la sorella di María Ester López.

## Carriera
Con il Paraguay ha partecipato ai Campionati del mondo del 1964 e ha vinto la medaglia d'oro ai Campionati sudamericani del 1962.